# Juan Andrés de Ustariz de Vertizberea
Juan Andrés de Ustariz de Vertizberea (* 31. März 1656 in Narbarte, Navarra, Spanien; † 19. Mai 1718 in Santiago, Chile) war ein spanischer Kaufmann, der als Gouverneur in Chile amtierte.

## Leben

### Jugend und Herkunft
Ustariz wurde als Sohn von Juánez de Ustariz und seiner Ehefrau Magdalena de Vertizberea in Navarra geboren. Am 18. Januar 1695 wurde er in den Orden von Santiago aufgenommen. Ustariz hatte als Kaufmann ein Handelshaus in Sevilla aufgebaut und ein beträchtliches Vermögen erwirtschaftet, das unter den Verwerfungen des Spanischen Erbfolgekrieges zusammengeschmolzen war, als Ustariz den späteren König Philipp V. unterstützt hatte. Er konnte keine Militärkarriere und keinerlei Erfahrung in der Verwaltung aufweisen, als ihn Philipp V. mit Urkunde vom 31. Januar 1705 zum Gouverneur von Chile ernannte.

### Amtsantritt
Ustariz reiste zunächst nach Lima (April 1707) und von dort nach Santiago, wo er am 27. Februar 1709 empfangen wurde. Er sandte Nachricht nach Europa, um seine Frau, Francisca de Ollo, in die Neue Welt nachkommen zu lassen. Doch diese wurde auf der Überfahrt nach Buenos Aires trotz eines Passes der britischen Königin von holländischen Freibeutern gefangen genommen und nach Portugal gebracht.
Seine Amtszeit begann schwierig, als der Stadtrat (spanisch: Cabildo) von Santiago sich weigerte, ihm den Treueeid zu leisten.

### Amtsführung und Schmuggelgeschäfte
José Toribio Medina schildert Ustariz als eine „im Ganzen fromme und barmherzige Person“ Insofern ist seine Rolle an den Schmuggelgeschäften, die zu seiner Absetzung führten, aus heutiger Sicht schwierig zu bewerten. Die spanische Krone hatte hohe Zölle auf alle Güter gelegt, die in die Kolonien eingeführt wurden, und den Handel streng auf registrierte Schiffe begrenzt. Schmuggler aus Holland, Frankreich und England umgingen diese Vorschriften und brachten illegal Waren nach Chile. So entgingen der Krone erhebliche Einkünfte, aber die einheimische Oberschicht, vor allem in Concepción, kaufte gern europäische Tuche und andere Luxusgüter zu erschwinglichen Preisen. Es wäre Ustariz’ Aufgabe gewesen, diesen Schmuggel konsequent und mit Härte zu unterbinden, doch als Kaufmann war er vermutlich dafür denkbar ungeeignet.
Ustariz tolerierte den Schmuggel nicht nur, er beteiligte sich sogar selbst am Verkauf illegal ins Land gebrachter Waren, die er auf dem Hauptplatz von Santiago feilbieten ließ.
Die Zustimmung des Militärs sicherte er sich durch zahlreiche Beförderungen, bis das Heer mehr Offiziere als Soldaten aufwies.
Politisch war seine Amtszeit fruchtbar: Er förderte auch landesintern den Warenaustausch und hielt Frieden mit den Indianern. Zudem ließ er den Gouverneurspalast errichten und ein Heim für gefallene Frauen bauen. Die Räumlichkeiten der Real Audiencia von Chile wurden während seiner Regierungszeit erweitert.
Ein Kuriosum ereignete sich unter seiner Regierung, als ein Kaperschiff unter dem Befehl von Woodes Rogers auf den Juan-Fernández-Inseln den schiffbrüchigen Alexander Selkirk aufnahm, der dort mehrere Jahre allein überlebt hatte – die Geschichte inspirierte Daniel Defoe zu seinem Roman Robinson Crusoe.
Die ungenierte Beteiligung Ustariz’ am Schmuggelhandel führte zu wachsender Ablehnung bei den Oidores der Real Audiencia. Sie intervenierten beim Vizekönig von Peru. Der Indienrat beschloss am 7. Oktober 1715, ein Gerichtsverfahren (spanisch: Juez de Residencia) über die Amtsführung des Gouverneurs abzuhalten. Mit diesem Auftrag wurde der neue Vizekönig Carmine Nicolao Caracciolo aus Spanien entsandt. Er befasste sich bei seiner Ankunft in Lima am 7. Oktober 1716 sofort mit den Vorgängen in Chile. Sein Urteil war nach den Maßstäben der Zeit schnell gefällt und mit Verfügung vom 23. Dezember 1716 wurde Ustariz seines Amtes enthoben. Interimsweise übernahm José de Santiago Concha die Amtsgeschäfte.
Kaum anderthalb Jahre später verstarb er in Santiago im Alter von 62 Jahren. Seine Frau kehrte nach Sevilla zurück, doch die Söhne blieben in Chile.